# إيتزيار إيتونو
إيتزيار إيتونو (بالباسكية: Itziar Ituño)، (18 يونيو، 1974 من مواليد باساوري) ممثلة إسبانية، اشتهرت بدور محققة الشرطة "راكيل موريللو" في المسلسل الإسباني الشهير لا كاسا دي بابيل.

## الحياة السابقة
ولدت إيتونو في باساوري، في 18 يونيو 1974. درست التمثيل في مدرسة باساوري المسرحية وتخرجت أيضًا في علم الاجتماع الحضري الصناعي والسياسي من جامعة إقليم الباسك.

## الحياة الشخصية

### آرائها ومواقفها
شاركت إيتونيو، في وقفة احتجاجية وسط بلدة غرنيكا دعماً لفلسطين، واصفةً ما يحدث في غزة بالإبادة الجماعية التي ترتكبها إسرائيل ضد المدنيين. ووجهت كلمة للفلسطينيين قائلة: "سيحمل المواطنون الفلسطينيون أصواتنا من غرنيكا أينما كانوا، قتلانا قتلاكم.. بيوتكم المدمرة بيوتنا، أرضكم المحتلة هي أرضنا المحتلة، وبناتنا وأبناؤكم هم أبناؤنا".

## أعمالها
- بيت من ورق (المحققة راكيل)

## وصلات خارجية
إيتزيار إيتونو على موقع IMDb (الإنجليزية)
- إيتزيار إيتونو على موقع ميتاكريتيك (الإنجليزية)
- إيتزيار إيتونو على موقع روتن توميتوز (الإنجليزية)
- إيتزيار إيتونو على موقع ألو سيني (الفرنسية)
- إيتزيار إيتونو على موقع أول موفي (الإنجليزية)
- إيتزيار إيتونو على موقع أول ميوزيك (الإنجليزية)
- إيتزيار إيتونو على موقع قاعدة بيانات الفيلم (الإنجليزية)